# هارتمان باش
هارتمان باش (بالإنجليزية: Hartman Bache)‏ هو مهندس أمريكي، ولد في 3 سبتمبر 1798، وتوفي في 8 أكتوبر 1872.